# Dante Majorana
Dante Majorana (* 20. März 1947 in Catania) ist ein italienischer Dokumentarfilmer und Filmregisseur.
Majorana schloss in Politikwissenschaften ab und arbeitete als Fotograf für Ethnologie in Großbritannien und den Vereinigten Staaten. 1975 begann er seine Tätigkeiten für das Fernsehen und präsentierte 1985 bei den Filmfestspielen von Venedig den Experimentalfilm Nell'Acqua. Seit 1986 arbeitet Majorana mit digitalen Medien; 1989 entstand sein Spielfilm Orlando sei, der nur in begrenztem Umfang in den Kinos gezeigt wurde. Nach zahlreichen Dokumentarfilmen arbeitete er 2011 mit Madame Mosaic wieder für das Kino.

## Filmografie (Auswahl)
- 1989: Orlando sei
- 2011: Madame Mosaic